# Gilberto Kassab
Gilberto Kassab, né le 12 août 1960 à São Paulo, est un homme politique brésilien issu d'une famille libanaise.

## Biographie
Il devient maire de São Paulo le 31 mars 2006 en succédant à José Serra, élu gouverneur de l'État de São Paulo. Il est élu le 26 octobre 2008 pour un nouveau mandat qui s'achève le 31 décembre 2012.
Il est membre des Démocrates jusqu'en 2011, date à laquelle il fonde le Parti social démocratique avec des dissidents de ce parti et de quelques autres formations comme le Parti de la social-démocratie brésilienne (PSDB) ou le Parti populaire socialiste (PPS)
Il est ministre de la Ville dans le gouvernement de Dilma Rousseff du 1er janvier 2015 au 15 avril 2016 puis ministre de la Science, des Technologies et des Communications entre le 12 mai 2016 et le 1er janvier 2019 dans le gouvernement de Michel Temer.
Il est cité en 2017 parmi les bénéficiaires des pots-de-vin versés par la multinationale JBS.